# Лоумагнупюр
Лоумагнупюр (исл. Lómagnúpur) — гора на юге Исландии.
Расположена на самом востоке района Fljótshverfi на границе зандра Скейдараурсандур. Восточней по территории зандра
протекает река Нупсвотн (исл. Núpsvötn). Южнее проходит Окружная дорога. Восточней находится мост через реку Скейдарау, возведением которого замкнулась в кольцо Окружная дорога.
Лоумагнупюр относится к горному хребту, вытянутому с севера на юг, и достигает высоты 764 м н.у.м. Передний склон горы, почти вертикальный, достигает высоты 671 м.
Большей частью Лоумагнупюр состоит из палагонита, но также наблюдаются слои лавы (подушечная лава и лавовые столбы) и осадочных пород. Гора образовывалась около миллиона лет: самые нижние слои имеют возраст около 2.5 млн лет, самые высокие — около 1.5 млн лет. После Ледникового периода 10000 лет назад гора находилась непосредственно на побережье.  Можно обнаружить следы двух или трех оползней, наиболее заметные из которых находятся на западной стороне горы, недалеко от Окружной дороги, и образовались в результате землетрясения 1789 г.
Гора упоминается в саге о Ньяле. Флоси, убивший со своими людьми Ньяля, видит сон, в котором ему является великан с горы и предсказывает их гибель.